# Alle Vögel sind schon da

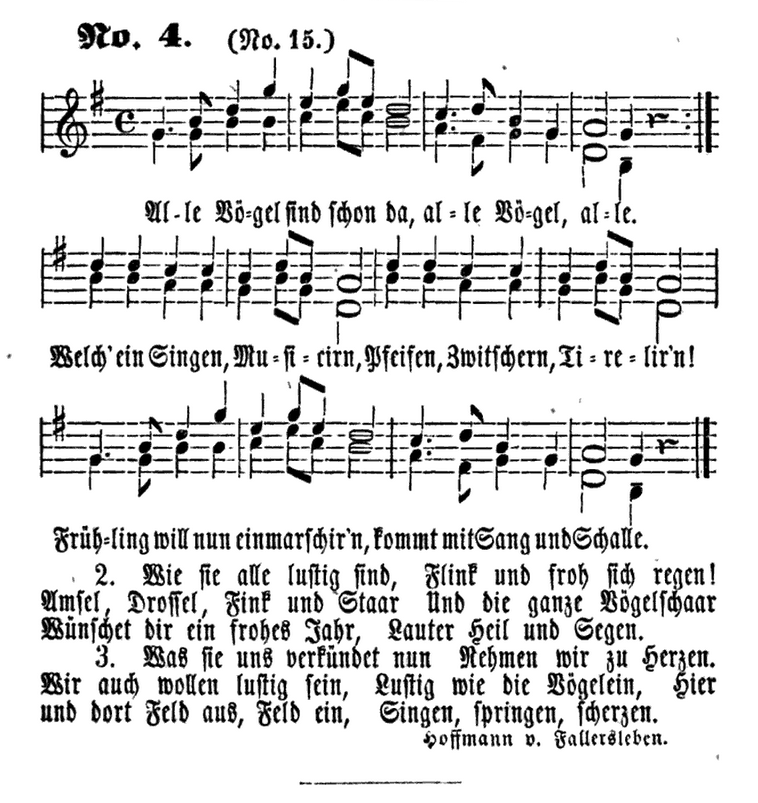
Text und Noten aus: Unsere Lieder. Agentur des Rauhen Hauses, Hamburg 1861, 3. Auflage

Alle Vögel sind schon da ist eines der bekanntesten deutschen Frühlings- und Kinderlieder. Der Text wurde im Jahre 1835 von August Heinrich Hoffmann von Fallersleben (1798–1874) verfasst und 1837 in seinen Gedichten veröffentlicht. Im selben Jahr erschien auch eine erste Vertonung durch Ernst Richter. Mit der heute gebräuchlichen Melodie wurde das Lied erstmals 1844 unter dem Titel „Frühlingslied“ im Liederbuch des Rauhen Hauses zu Hamburg veröffentlicht. Diese Melodie war im 18. Jahrhundert als Abschiedslied auf den Text „Nun so reis ich weg von hier“ verbreitet. Der Komponist ist unbekannt. 1847 erschien das Lied in der gleichen Zusammenstellung in Vierzig Kinderlieder von Hoffmann von Fallersleben nach Original- und Volks-Weisen mit Clavierbegleitung von Marie Nathusius. Ein Alternativtitel ist „Alle Vöglein sind schon da“.

## Rezeptionsgeschichte
„Alle Vögel sind schon da“ ist ein typisches Beispiel für eine Liedüberlieferung, um die sich die ältere Volksliedforschung wenig kümmerte. Ernst Klusen allerdings zählte es 1975 mit zu den beliebtesten Liedern. Im Archiv landeten, wenn überhaupt, vor allem die Parodien („Alle Nazis sind schon da ...“, 1948; „Alle Räder sind schon da“ als Fahrradreklame, 1980; „Alle Klone sind schon da“ in einem Zeitungsbericht über die Gentechnik, 1986). Melodie-Kontrafakturen sind häufig: Die sehr geläufige Melodie wird für andere Texte verwendet, zumeist ebenfalls in parodistischer Absicht. Die Kontext-Informationen sind weitaus zahlreicher als die Dokumentation des Liedes selbst. „Alle Vögel sind schon da“ steht für ein allen bekanntes, gängiges Lied, welches man z. B. in der Schule lernt bzw. lernte. Die wechselnden Reformen nach 1945 setzten das Volkslied auf den Lehrplan und setzten es wieder ab. Hans Magnus Enzensberger (1929–2022) schrieb eingedenk der Erfahrungen aus dem Dritten Reich Ins Lesebuch für die Oberstufe (1957): „Sei wachsam, sing nicht!“ Das Lied wurde vergessen und wieder aus der Verbannung geholt. Friedrich Christian Delius (1943–2022) dichtete Schulreform (1965): „Nach einem Schulausflug wurde ein Lied vergessen im Wald. Nun singt es im Urtext unter dem Beifall der Förster: Alle Vögel sind ... Amsel, Drossel, Fink. Bis es im nächsten Frühjahr abgeholt und samt dem Tenor des Lehrers wieder eingestellt wird in den Schuldienst.“ Zum „Tag der Artenvielfalt“ 2007 erhielt eine dpa-Meldung angesichts der erschreckenden Zahlen über aussterbende Tierarten die Überschrift „Viele Vögel sind bald weg ...“ (Badische Zeitung vom 22. Mai 2007).

## Text
Alle Vögel sind schon da,

alle Vögel, alle.

Welch ein Singen, Musiziern,

Pfeifen, Zwitschern, Tiriliern!

Frühling will nun einmarschiern,

kommt mit Sang und Schalle.

Wie sie alle lustig sind,

flink und froh sich regen!

Amsel, Drossel, Fink und Star

und die ganze Vogelschar

wünschen dir ein frohes Jahr,

lauter Heil und Segen.

Was sie uns verkünden nun,

nehmen wir zu Herzen:

Wir auch wollen lustig sein,

lustig wie die Vögelein,

hier und dort, feldaus, feldein,

singen, springen, scherzen.
Die (oft fälschlich als Zeile der ersten Strophe zitierte) Zeile „Amsel, Drossel, Fink und Star ...“ zeigt, dass die Amsel im 19. Jahrhundert noch ein Zugvogel war, der alljährlich wiederkehrte. Inzwischen bleibt diese Art als Kulturfolger während des Winters in Mitteleuropa.